# Arta Florescu
Arta Florescu (n. 10 martie 1921, București, România – d. 6 iulie 1998) a fost o cântăreață de operă și profesoară de canto română.

## Biografie
A studiat la Conservatorul din București, între 1939 și 1942, cu Elena Saghin (canto), Ioan D. Chirescu, Constantin Brăiloiu, Mihail Jora sau M. Vulpescu, la Geneva cu Anna Maria Guglielmetti (1946) și la Viena cu Kurt Nasor, Balzer și Josef Krips (1947).
Arta Florescu a fost solistă la Societatea Corală „România” din București (1937–1942), solistă (1942–1945) și prim-solistă (1945–1968) la Opera Română din București, conferențiar (1950–1954), profesoară (1955–1986), profesoară atestată (1965) și șef de catedră de canto (1963–1985) la Conservatorul din București, profesoară la Opera din Istanbul, Turcia (1976).
Arta Florescu a debutat pe scena Operei din București în ziua de 5 noiembrie 1942, în Lucia di Lammermoor de Gaetano Donizetti, dar a devenit angajată a Operei abia în septembrie 1945, an în care a devenit și membră a Partidului Comunist Român, din convingere. Viața ei profesională, care a durat 47 de ani, cuprinde 29 de ani de carieră pe scenele operelor, cu 72 de roluri interpretate, și 18 ani în învățământul muzical, din care ultimii 5 ca șefă de Catedră, și membră a unor jurii internaționale la concursuri de canto de mare prestigiu, peste tot în lume: Verviers, Geneva, Ostende, S’Hertogenbosch, Munchen, Zwickau, Moscova, Tokyo, Montreal, Rio de Janeiro, Toulouse, Atena, București. A cântat pe scenele teatrelor „Balșoi” din Moscova, „Staatsoper” din Berlin, „Royal de La Monnaie” din Bruxelles, „Municipal” din Rio de Janeiro, „Staatsoper” din Leipzig, „Champs Élysées” din Paris, „Kirov” din Sankt-Petersburg etc. În 1968 a ieșit la pensie.

## Distincții
- titlul de Artist Emerit al Republicii Populare Române (19 noiembrie 1952)[7]
- Medalia „A cincea aniversare a Republicii Populare Române” (24 decembrie 1952) „pentru lupta și munca duse în vederea făuririi, consolidării și prosperării Republicii Populare Române”[8]
- Ordinul Muncii clasa a II-a (12 august 1959) „pentru activitate rodnică în dezvoltarea științei și culturii din Republica Populară Romînă”[9]
- Medalia „40 de ani de la înființarea Partidului Comunist din Romînia” (6 mai 1961) „pentru activitate îndelungată în mișcarea muncitorească și merite în opera de construire a socialismului”[10]
- titlul de Artist al Poporului din Republica Populară Romînă (13 ianuarie 1964) „pentru merite deosebite în activitatea desfășurată in domeniul teatrului, muzicii și artelor plastice”[11]
- Ordinul Meritul Cultural clasa I (12 septembrie 1968) „pentru activitate îndelungată și merite deosebite în activitatea muzicală”[12]
- Ordinul Meritul Cultural clasa I (1971) „pentru merite deosebite în opera de construire a socialismului, cu prilejul aniversării a 50 de ani de la constituirea Partidului Comunist Român”[13]